# 누룰 이자흐 안와르

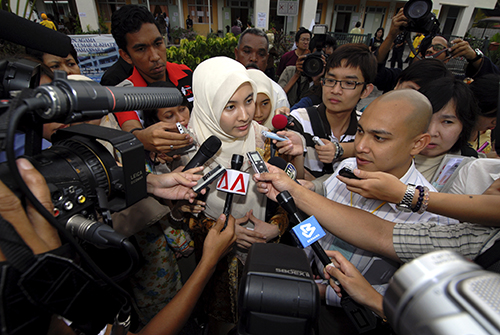

누룰 이자흐 안와르(말레이어: Nurul Izzah Anwar)는 말레이시아 인민동맹(PR; Pakatan Rakyat) 소속 정치인으로 현재 름바 판타이(Lembah Pantai) 소속 정치인이다. 그녀는 전 부총리이자 현재 야권연합의 실질적 대표인 안와르 이브라힘의 딸이며, 어머니 완 아지자흐 완 이스마일은 야권연합의 일원인 인민정의당(PKR; Parti Keadilan Rakyat)의 총재이다.